# Chromidotilapia mrac
Chromidotilapia mrac är en fiskart som beskrevs av Anton Lamboj 2002. Chromidotilapia mrac ingår i släktet Chromidotilapia och familjen Cichlidae. IUCN kategoriserar arten globalt som livskraftig. Inga underarter finns listade i Catalogue of Life.